# Никольское (Узловский район)
Никольское — деревня в Узловском районе Тульской области России.
В рамках административно-территориального устройства является центром Никольской сельской администрации Узловского района, в рамках организации местного самоуправления входит в Смородинское сельское поселение.

## География
Расположена в 12 км к востоку от железнодорожной станции Узловая I (города Узловая), на южной границе города Донской.

## Население
| 2002 | 2010 |
| ---- | ---- |
| 383  | ↘348 |

Население — 348 чел. (2010).